# Jászóújfalu
Jászóújfalu (szlovákul: Nováčany) község Szlovákiában, a Kassai kerület Kassa-környéki járásában.

## Fekvése
Kassától 15 km-re, délnyugatra fekszik.

## Története
1323-ban „Wyfolu” néven említik először abban az oklevélben, melyben az Aba nembeli János fia Pál a falu körüli birtokot szepesi rokonának, Tamás magiszternek adja. Neve onnan származik, hogy a közeli falvakhoz képest – melyek a 13. században már léteztek – Újfalu később keletkezett. Az 1332 és 1335 között felvett pápai tizedjegyzék említi templomát is, de papja név szerint nem ismert. Története során előbb az Aba nemzetség birtoka volt, majd a 14. századtól a Semseyeké. 1427-ben 20 portát számláltak a faluban Bebek Miklós tulajdonában. Ezután nem tudni, hogy kik voltak a birtokosok, de 1519-ben a fél község birtoka már a jászói prépostságé. 1564-ben az összeíráskor hét portát számláltak, fele részben a prépostság, fele részben a Semsey család birtokában. 1629-ben a prépostsági birtokot „Totth alias Jaszow Tojfalu” néven említik, amely jelentős szlovák betelepülésre utal, de mai szlovák nevén csak 1773-tól ismert.
A 18. század végén Vályi András így ír róla: „ÚJFALU. Kassa, Jászó, Szikszó Újfalu. Abaúj Vármegyében.”
Fényes Elek 1851-ben kiadott geográfiai szótárában így ír a faluról: „Ujfalu (Kassa), Neudorf, Kossicka Nowawes, Abauj vármegyében, tót falu, Kassához keletre 1 1/2 órányira: 855 kath. lak., kik szőlőt müvelnek, hizott sertéssel, hussal, szalonnával Kassára jutalmas kereskedést folytatnak. Kat. paroch. templom. F. u. Kassa városa.”
Borovszky Samu monográfiasorozatának Abaúj-Torna vármegyét tárgyaló része szerint: „Jászó-Ujfalu, 71 házzal, 447 magyar és tót lakossal. Postája Semse, távirója Jászó. Régi kath. templomát kőfal övezi ma is. A község nagybirtokosai a jászói prépostság és a Semsey család.”
A trianoni diktátumig Abaúj-Torna vármegye Csereháti járásához tartozott.

## Népessége
| Év:            | 1994. | 2004.   | 2014.    | 2024.   |
| -------------- | ----- | ------- | -------- | ------- |
| Emberek száma: | 631   | 679     | 752      | 758     |
| Eltérés:       |       | +7,60 % | +10,75 % | +0,79 % |

| Év:            | 2023. | 2024.   |
| -------------- | ----- | ------- |
| Emberek száma: | 761   | 758     |
| Eltérés:       |       | -0,39 % |

1880-ban 522 lakosából 10 magyar és 495 szlovák anyanyelvű volt.
1890-ben 447 lakosából 55 magyar és 383 szlovák anyanyelvű volt.
1900-ban 455 lakosából 31 magyar és 410 szlovák anyanyelvű volt.
1910-ben 418 lakosából 297 magyar és 117 szlovák anyanyelvű volt.
1921-ben 392 lakosából 32 magyar és 358 csehszlovák volt.
1930-ban 434 lakosából 19 magyar és 393 csehszlovák volt.
1941-ben 445 lakosából 158 magyar és 287 szlovák volt.
1991-ben 580 lakosából 1 magyar és 579 szlovák volt.
2001-ben 657 lakosából 627 szlovák és 6 magyar volt.
2011-ben 716 lakosából 630 szlovák és 3 magyar.

## Nevezetességei
- Szent István első vértanú tiszteletére szentelt, római katolikus temploma.